# Старосайнаково
Старосайна́ково (рос. Старосайнаково) — присілок у складі Кривошиїнського району Томської області, Росія. Входить до складу Володинського сільського поселення.

## Населення
Населення — 94 особи (2010; 132 у 2002).
Національний склад (станом на 2002 рік):
- росіяни — 91 %